# Jack Weinstein

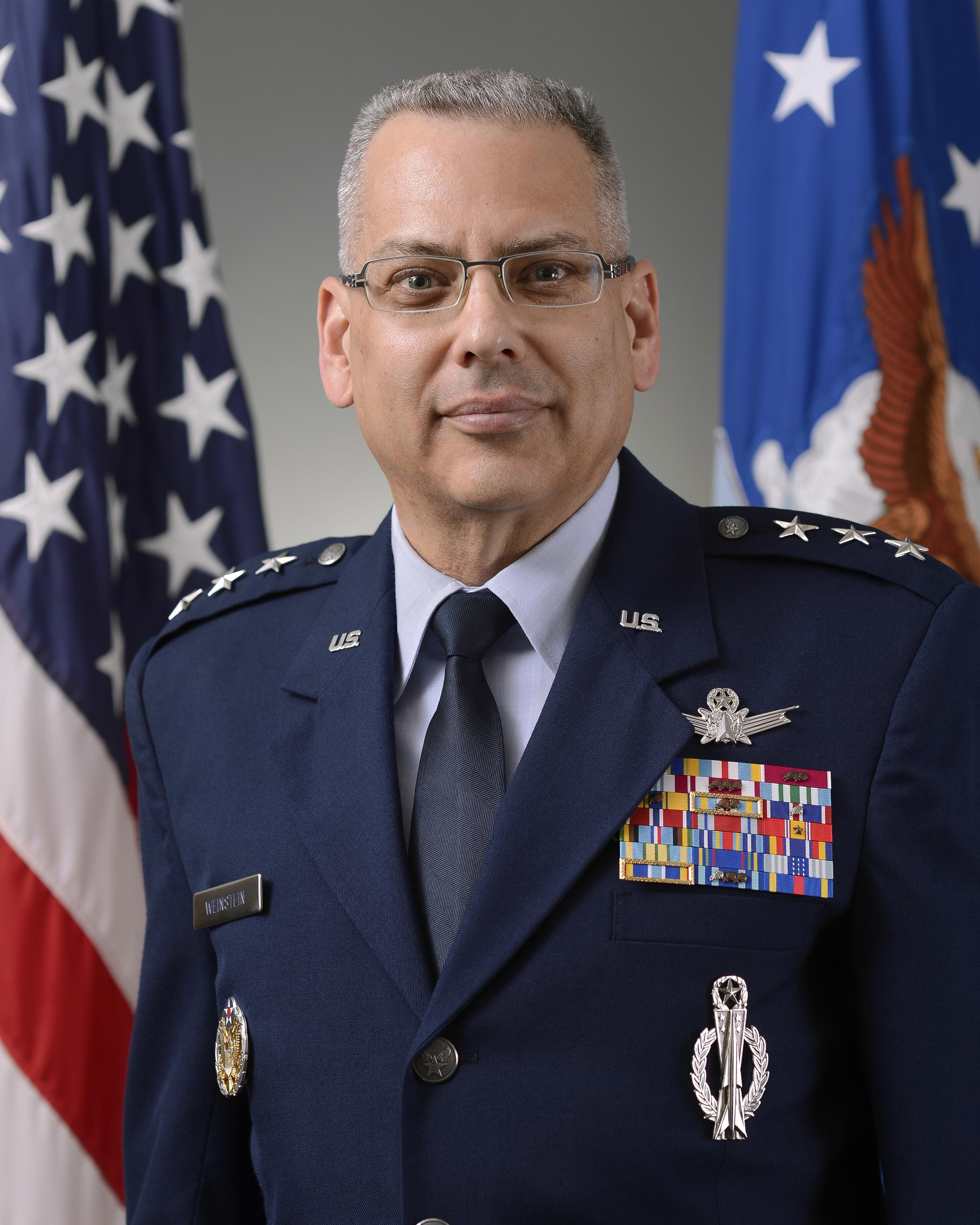
Jack Weinstein (2016)

Jack Weinstein (* um 1960) ist ein pensionierter Generalleutnant der United States Air Force. Er war unter anderem Kommandeur der 20. Luftflotte.
Über das ROTC-Programm der University of Massachusetts Lowell gelangte er im Jahr 1982 in das Offizierskorps des United States Air Force. Dort durchlief er anschließend alle Offiziersränge vom Leutnant bis zum Drei-Sterne General.
Im Lauf seiner militärischen Karriere absolvierte er verschiedene Kurse und Schulungen. Dazu gehörten unter anderem eine Ausbildung zum Experten im Umgang mit Interkontinentalraketen vom Typ LGM-30 Minuteman III; die Embry-Riddle Aeronautical University; die Squadron Officer School auf der Maxwell Air Force Base in Alabama; das Air Command and Staff College, ebenfalls auf der Maxwell AFB, und das Industrial College of the Armed Forces in Fort Lesley J. McNair in Washington, D.C. Außerdem erhielt er einen akademischen Grad von der Harvard Kennedy School.
In seinen frühen Jahren als Offizier der Luftwaffe war er an verschiedenen Stützpunkten in den Vereinigten Staaten stationiert. Dabei war er als Raketenoffizier, Ausbilder oder Stabsoffizier bei unterschiedlichen Einheiten tätig. Dazwischen absolvierte er die erwähnten Schulungen. Zwischen Juni 1999 und Juli 2001 kommandierte er als Oberstleutnant auf der Buckley Air Force Base in Colorado die 2. Weltraum-Warnungsschwadron (2nd Space Warning Squadron). Anschließend wurde er auf die Offutt Air Force Base in Nebraska versetzt. Bis zum Mai 2003 gehörte er dort als Senior Controller, and Chief, Information Operations Division dem Stab des United States Strategic Commands (USSTRATCOM) an.
Sein nächster Auftrag führte Jack Weinstein auf die Francis E. Warren Air Force Base in Wyoming. Zwischen Mai 2003 und Juni 2005 kommandierte er dort die 90th Operations Group. Daran schloss sich eine Versetzung zur Vandenberg Air Force Base in Kalifornien an. Bis zum März 2007 hatte er dort den Oberbefehl über das 30. Raumgeschwader (30th Space Wing). Während dieser Zeit wurde er kurzzeitig in den Nahen Osten versetzt, wo er im Hauptquartier der dortigen Luftstreitkräfte sowohl in den Krieg in Afghanistan als auch in den Irakkrieg eingebunden war. Danach wurde er auf der Peterson Air Force Space in Colorado Stabsoffizier (Director of Plans, Programs and Analyses) beim Air Force Space Command. Diese Position hatte er zwischen März 2007 und August 2009 inne.
Als Nächstes wurde Weinstein zum Hauptquartier der Air Force versetzt. Dessen Stab gehörte er in unterschiedlichen Funktionen zwischen August 2009 und April 2012 an. Daran schloss sich eine Rückkehr zur Peterson AFB an. Bis zum Mai 2013 gehörte er erneut dem Stab des Air Force Space Commands an. Im Juni 2013 erfolgte seine Versetzung zur Barksdale Air Force Base in Louisiana. Bis zum Oktober des gleichen Jahres war er dort stellvertretender Kommandeur des Air Force Global Strike Commands.
Im Oktober 2013 übernahm Jack Weinstein als Nachfolger des entlassenen Michael Carey auf der Francis E. Warren AFB das Kommando über die 20. Luftflotte. Gleichzeitig kommandierte er auch die ICBM-Task Force 214, die dem United States Strategic Command unterstand. Diese Aufgaben nahm er bis zum 16. November 2015 wahr, als Anthony J. Cotton seine Nachfolge antrat. Danach kehrte er zum Hauptquartier der Air Force zurück. Dort übernahm er die Leitung der Stabsabteilung für strategische Abschreckung und nukleare Integration (Deputy Chief of Staff for Strategic Deterrence and Nuclear Integration). Am 1. Dezember 2018 schied er aus dem aktiven Militärdienst aus.
Nach seiner Pensionierung erhielt Jack Weinstein einen Lehrstuhl an der Boston University Frederick S. Pardee School of Global Studies. Als Professor hält er Vorträge zum Thema Internationale Sicherheit (Professor of the Practice of International Security).

## Daten der Beförderungen
| Abzeichen | Rang               | Jahr              |
| --------- | ------------------ | ----------------- |
|           | Second Lieutenant  | 28. August 1982   |
|           | First Lieutenant   | 28. August 1984   |
|           | Captain            | 28. August 1986   |
|           | Major              | 1. März 1994      |
|           | Lieutenant Colonel | 1. Januar 1998    |
|           | Colonel            | 1. Juli 2002      |
|           | Brigadier General  | 20. Juni 2008     |
|           | Major General      | 9. September 2011 |
|           | Lieutenant General | 20. November 2015 |

## Orden und Auszeichnungen
Jack Weinstein erhielt im Lauf seiner militärischen Laufbahn unter anderem folgende Auszeichnungen:
- Air Force Distinguished Service Medal
- Defense Superior Service Medal
- Legion of Merit
- Defense Meritorious Service Medal
- Meritorious Service Medal
- Joint Service Commendation Medal
- Air Force Commendation Medal
- Joint Meritorious Unit Award
- Air Force Outstanding Unit Award
- Air Force Organizational Excellence Award
- Combat Readiness Medal
- National Defense Service Medal
- Armed Forces Expeditionary Medal
- Global War on Terrorism Expeditionary Medal
- Global War on Terrorism Service Medal
- Military Outstanding Volunteer Service Medal
- Nuclear Deterrence Operations Service Medal